# Landorthe
Landorthe – miejscowość i gmina we Francji, w regionie Oksytania, w departamencie Górna Garonna.
Według danych na rok 1990 gminę zamieszkiwało 757 osób, a gęstość zaludnienia wynosiła 78 osób/km² (wśród 3020 gmin regionu Midi-Pyrénées Landorthe plasuje się na 435. miejscu pod względem liczby ludności, natomiast pod względem powierzchni na miejscu 1111.).